# Треногин, Владилен Александрович
Владиле́н Алекса́ндрович Трено́гин (12 августа 1931, Кыштым — 28 сентября 2013) — советский и российский математик и педагог высшей школы, доктор физико-математических наук, профессор кафедры математики МИСиС, заслуженный деятель науки Российской Федерации (1992), член GAMM и ROMAI, действительный член Академии нелинейных наук, член-корреспондент национальной академии прикладных наук России.

## Биография
Окончил механико-математический факультет МГУ (1955), с отличием, специальность и квалификация: математик, однокурсником был В. М. Алексеев.
Окончил аспирантуру МГУ в 1960 году.
Читал лекции по аналитической геометрии, линейной алгебре, математическому анализу и функциональному анализу на кафедре высшей математики МФТИ.
Затем работал заведующим кафедрой высшей математики МИСиС, читал лекции по математическому анализу, функциональному анализу, математической физике, обыкновенным дифференциальным уравнениям, а также спецкурс по теории бифуркаций и теории катастроф.

## Награды и звания
- Орден Почёта (2012)[2];
- Заслуженный деятель науки Российской Федерации (1992)[3]— за заслуги в научно-педагогической деятельности;
- Третья премия министерства высшего образования СССР за лучшую научную работу — унификация и стандартизация марок стали и сплавов;
- Первая премия министерства высшего образования СССР за лучшую методическую работу — создание курса функционального анализа для технических вузов.